# وكالة العلوم والتكنولوجيا الدفاعية
وكالة العلوم والتكنولوجيا الدفاعية ( DSTA ) هي هيئة قانونية تابعة لوزارة الدفاع في حكومة سنغافورة.
تتولى الوكالة مسؤولية إدارة عمليات الاستحواذ وإدارة الأنظمة وتطويرها لصالح وزارة الدفاع في سنغافورة (MINDEF) والقوات المسلحة السنغافورية (SAF).

## التاريخ
تأسست وكالة العلوم والتكنولوجيا الدفاعية بصفة مجلسٍ قانوني في 15 مارس 2000 وذلك بدمج مجموعة تكنولوجيا الدفاع من وزارة الدفاع ومنظمة الأنظمة والكمبيوتر (SCO) ومعهد أبحاث الدفاع الطبية (DMRI) من مجموعة إدارة الدفاع.